# تصفيات كأس العالم 2018 – أوروبا المجموعة ط

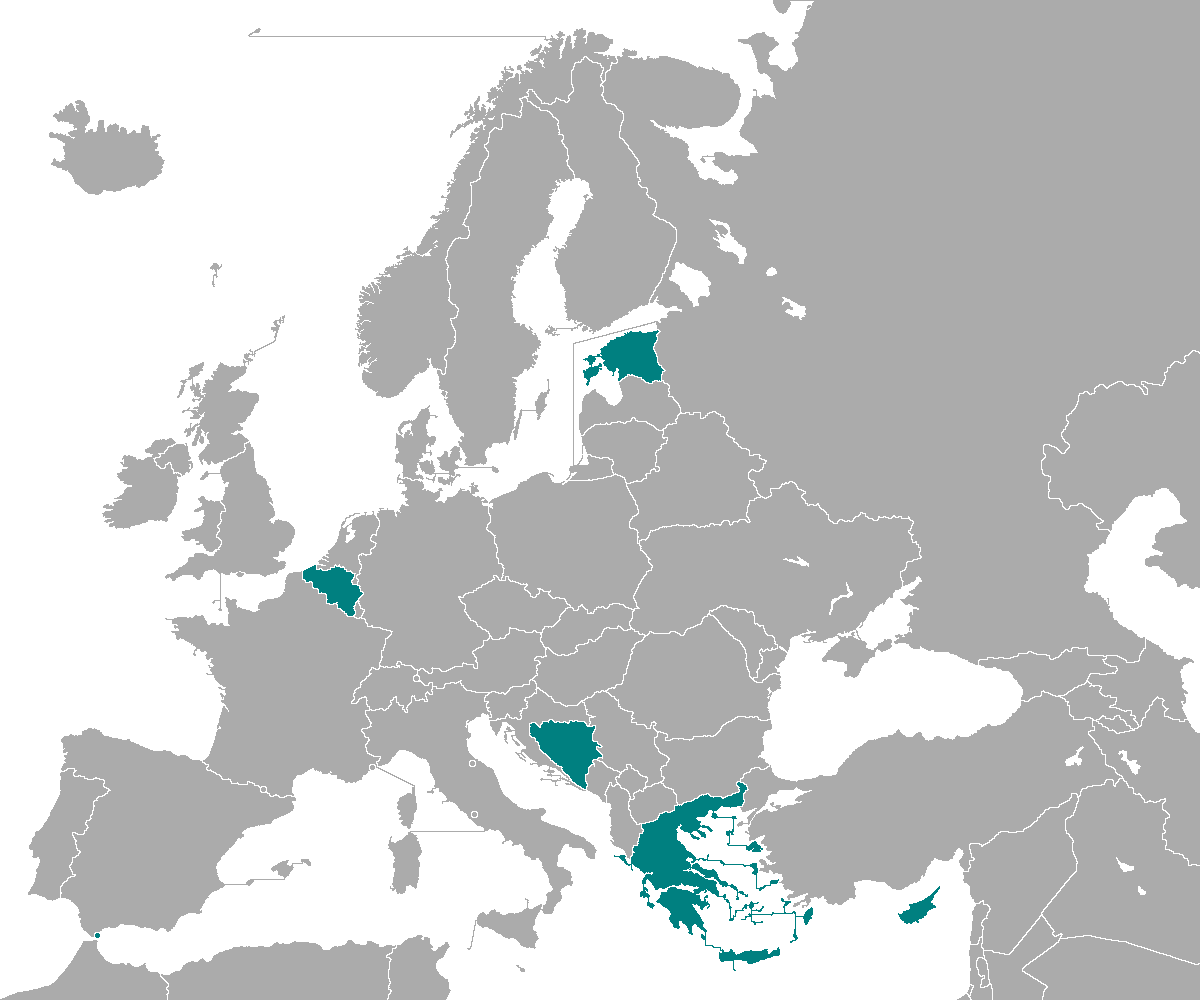
تصفيات كأس العالم 2018 المجموعة الثامنة في دوري أبطال أوروبا

تصفيات كأس العالم لكرة القدم 2018 أوروبا المجموعة ط (بالإنجليزية: Group H)‏ هي واحدة من بين تسع مجموعات أوروبية من تصفيات كأس العالم لكرة القدم 2018. تتألف المجموعة من ستة فرق: بلجيكا، واليونان، والبوسنة والهرسك، وقبرص، وإستونيا، وجبل طارق.
عقدت قرعة المرحلة الأولى (مرحلة المجموعات) كجزء من القرعة التمهيدية لكأس العالم لكرة القدم 2018 في 25 يوليو 2015، بداية من الساعة 18:00 توقيت موسكو المعياري (ت ع م+3)، في قصر كونستانتينوفسكي في ستريلنا، سانت بطرسبرغ، روسيا.
سوف يتأهل بطل المجموعة مباشرة إلى كأس العالم لكرة القدم 2018. من بين وصيفي المجموعات التسعة، سوف يصعد أفضل ثمانية وصيفين إلى المباريات الفاصلة، حيث سيتم وضعهم في أربع مواجهات ذهاب وإياب لتحديد المتأهلين الأربعة الآخرين.

## الترتيب
| م | الفريق          | لعب | ف | ت | خ  | أ.له | أ.ع | أ.ف | نقاط | التأهل                             |     |     |     |     |     |     |     |
| - | --------------- | --- | - | - | -- | ---- | --- | --- | ---- | ---------------------------------- | --- | --- | --- | --- | --- | --- | --- |
| 1 | بلجيكا          | 10  | 9 | 1 | 0  | 43   | 6   | +37 | 28   | التأهل لكأس العالم لكرة القدم 2018 |     | —   | 1–1 | 4–0 | 8–1 | 4–0 | 9–0 |
| 2 | اليونان         | 10  | 5 | 4 | 1  | 17   | 6   | +11 | 19   | التقدم للمرحلة الثانية             |     | 1–2 | —   | 1–1 | 0–0 | 2–0 | 4–0 |
| 3 | البوسنة والهرسك | 10  | 5 | 2 | 3  | 24   | 13  | +11 | 17   |                                    |     | 3–4 | 0–0 | —   | 5–0 | 2–0 | 5–0 |
| 4 | إستونيا         | 10  | 3 | 2 | 5  | 13   | 19  | −6  | 11   |                                    | 0–2 | 0–2 | 1–1 | —   | 1–0 | 4–0 |     |
| 5 | قبرص            | 10  | 3 | 1 | 6  | 9    | 18  | −9  | 10   |                                    | 0–3 | 1–2 | 3–2 | 0–0 | —   | 3–1 |     |
| 6 | جبل طارق        | 10  | 0 | 0 | 10 | 3    | 47  | −44 | 0    |                                    | 0–6 | 1–4 | 0–4 | 0–6 | 1–2 | —   |     |

## المباريات
| البوسنة والهرسك                                                             | 5–0                        | إستونيا |
| --------------------------------------------------------------------------- | -------------------------- | ------- |
| سباهيتش 7'، 90+2' · دجيكو 23' (ضربة جزاء) · ميدونيانين 71' · إيبيشيفيتش 83' | تقرير (فيفا) تقرير (يويفا) |         |

| قبرص | 0–3                        | بلجيكا                        |
| ---- | -------------------------- | ----------------------------- |
|      | تقرير (فيفا) تقرير (يويفا) | لوكاكو 13'، 61' · كاراسكو 81' |

| جبل طارق       | 1–4                        | اليونان                                                                                                |
| -------------- | -------------------------- | --- |
| ليام والكر 26' | تقرير (فيفا) تقرير (يويفا) | كونستانتينوس ميتروغلو 10' · سكوت فيسمان 44' (في مرماه) · كوستاس فورتونيس 45' · فاسيليس توروسيديس 45+2' |

| بلجيكا                                                                                   | 4–0                        | البوسنة والهرسك |
| ---------------------------------------------------------------------------------------- | -------------------------- | --------------- |
| أمير سباهيتش 26' (في مرماه) · إدين هازارد 29' · توبي ألدرفايريلد 60' · روميلو لوكاكو 79' | تقرير (فيفا) تقرير (يويفا) |                 |

| إستونيا                                                             | 4–0                        | جبل طارق |
| ------------------------------------------------------------------- | -------------------------- | -------- |
| ماتياس كايت 47'، 70' · كونستانتين فاسيلييف 52' · سيرغي موشنيكوف 88' | تقرير (فيفا) تقرير (يويفا) |          |

| اليونان                                         | 2–0                        | قبرص |
| ----------------------------------------------- | -------------------------- | ---- |
| كونستانتينوس ميتروغلو 12' · بيتروس مانتالوس 42' | تقرير (فيفا) تقرير (يويفا) |      |

| البوسنة والهرسك     | 2–0                        | قبرص |
| ------------------- | -------------------------- | ---- |
| إدين دجيكو 70'، 81' | تقرير (فيفا) تقرير (يويفا) |      |

| إستونيا | 0–2                        | اليونان                                      |
| ------- | -------------------------- | -------------------------------------------- |
|         | تقرير (فيفا) تقرير (يويفا) | فاسيليس توروسيديس 2' · كوستاس ستافيليديس 60' |

| جبل طارق | 0–6                        | بلجيكا                                                                              |
| -------- | -------------------------- | ----------------------------------------------------------------------------------- |
|          | تقرير (فيفا) تقرير (يويفا) | كريستيان بينتيكي 1'، 43'، 56' · أكسيل فيتسل 19' · دريس ميرتنز 51' · إدين هازارد 79' |

| قبرص                                                                | 3–1                        | جبل طارق       |
| ------------------------------------------------------------------- | -------------------------- | -------------- |
| كونستانتينوس لايفيس 29' · بييروس سوتيريو 65' · فالنتينوس سييليس 87' | تقرير (فيفا) تقرير (يويفا) | لي كاسيارو 51' |

| بلجيكا | 8–1                        | إستونيا       |
| --- | -------------------------- | ------------- |
| توماس مونييه 8' · دريس ميرتنز 16'، 68' · إدين هازارد 25' · يانيك فيريرا كاراسكو 62' · راجنار كلافان 64' (في مرماه) · روميلو لوكاكو 83'، 88' | تقرير (فيفا) تقرير (يويفا) | هنري أنير 29' |

| اليونان                 | 1–1                        | البوسنة والهرسك     |
| ----------------------- | -------------------------- | ------------------- |
| غيورغيوس تزافيلاس 90+5' | تقرير (فيفا) تقرير (يويفا) | ميراليم بيانيتش 32' |

| البوسنة والهرسك                                                                         | 5–0                        | جبل طارق |
| --------------------------------------------------------------------------------------- | -------------------------- | -------- |
| وداد إيبيشيفيتش 4'، 43' · أفديا فرساجيفيتش 52' · إدين فيسكا 56' · إرمين بكشاكشيتش 90+4' | تقرير (فيفا) تقرير (يويفا) |          |

| قبرص | 0–0                        | إستونيا |
| ---- | -------------------------- | ------- |
|      | تقرير (فيفا) تقرير (يويفا) |         |

| بلجيكا            | 1–1                        | اليونان                   |
| ----------------- | -------------------------- | ------------------------- |
| روميلو لوكاكو 89' | تقرير (فيفا) تقرير (يويفا) | كونستانتينوس ميتروغلو 46' |

| البوسنة والهرسك | 0–0                        | اليونان |
| --------------- | -------------------------- | ------- |
|                 | تقرير (فيفا) تقرير (يويفا) |         |

| إستونيا | 0–2                        | بلجيكا                             |
| ------- | -------------------------- | ---------------------------------- |
|         | تقرير (فيفا) تقرير (يويفا) | دريس ميرتنز 31' · ناصر الشاذلي 86' |

| جبل طارق            | 1–2                        | قبرص                                              |
| ------------------- | -------------------------- | ------------------------------------------------- |
| أنثوني هرنانديز 30' | تقرير (فيفا) تقرير (يويفا) | روي تشيبولينا 10' (في مرماه) · بييروس سوتيريو 87' |

| بلجيكا                                                                                            | 9–0                        | جبل طارق |
| ------------------------------------------------------------------------------------------------- | -------------------------- | -------- |
| - ميرتنز 16' - مونييه 18'، 61'، 67' - ر. لوكاكو 21'، 38'، 82' (ركلة.) - فيتسل 27' - إ. هازارد 45' | تقرير (فيفا) تقرير (يويفا) |          |

| قبرص                                                   | 3–2                        | البوسنة والهرسك         |
| ------------------------------------------------------ | -------------------------- | ----------------------- |
| - خريستوفي 65' - فانسان لابان 67' - بييروس سوتيريو 76' | تقرير (فيفا) تقرير (يويفا) | - سونيتش 33' - فيشا 44' |

| اليونان | 0–0                        | إستونيا |
| ------- | -------------------------- | ------- |
|         | تقرير (فيفا) تقرير (يويفا) |         |

| إستونيا      | 1–0                        | قبرص |
| ------------ | -------------------------- | ---- |
| - Käit 90+2' | تقرير (فيفا) تقرير (يويفا) |      |

| اليونان    | 1–2                        | بلجيكا                      |
| ---------- | -------------------------- | --------------------------- |
| - Zeca 73' | تقرير (فيفا) تقرير (يويفا) | - فيرتونغن 70' - لوكاكو 74' |

| جبل طارق | 0–4                        | البوسنة والهرسك                           |
| -------- | -------------------------- | ----------------------------------------- |
|          | تقرير (فيفا) تقرير (يويفا) | - دجيكو 35'، 85' - كودرو 65' - لوليتش 83' |

| جبل طارق | 0–6                        | إستونيا                                                 |
| -------- | -------------------------- | ------------------------------------------------------- |
|          | تقرير (فيفا) تقرير (يويفا) | - Luts 10' - Käit 30' - زينيوف 38' - Tamm 52'، 66'، 77' |

| البوسنة والهرسك                                | 3–4                        | بلجيكا                                                  |
| ---------------------------------------------- | -------------------------- | ------------------------------------------------------- |
| - ميدونيانين 30' - فيشا 39' - داريو دوميتش 82' | تقرير (فيفا) تقرير (يويفا) | - مونييه 4' - باتشوايي 59' - فيرتونغن 68' - كاراسكو 84' |

| قبرص                 | 1–2                        | اليونان                      |
| -------------------- | -------------------------- | ---------------------------- |
| - بييروس سوتيريو 17' | تقرير (فيفا) تقرير (يويفا) | - ميتروغلو 25' - تزيوليس 26' |

| بلجيكا                                                    | 4–0                        | قبرص |
| --------------------------------------------------------- | -------------------------- | ---- |
| - إ. هازارد 12'، 63' (ركلة.) - ت. هازارد 52' - لوكاكو 78' | تقرير (فيفا) تقرير (يويفا) |      |

| إستونيا             | 1–2                        | البوسنة والهرسك      |
| ------------------- | -------------------------- | -------------------- |
| - إيلجا أنتونوف 75' | تقرير (فيفا) تقرير (يويفا) | - هاجروفيتش 48'، 84' |

| اليونان                                             | 4–0                        | جبل طارق |
| --------------------------------------------------- | -------------------------- | -------- |
| - توروسيديس 32' - ميتروغلو 61'، 63' - جيانيوتاس 78' | تقرير (فيفا) تقرير (يويفا) |          |